# Ferie for Alle
Ferie for Alle er en handelsmesse for ferierejser, der siden 1998 er blevet arrangeret af, og afholdt én gang om året i Messecenter Herning. I 2016 var den Skandinaviens største med 1.100 udstillere, og over tre dage kom der 60.000 besøgende.
Messen er delt op i fem temaområder; udland, Danmark, camping, Dansk Golfshow samt udeliv. Campingområdet fyldte i 2016 otte af de 14 messehaller, og dækkede 31.000 kvadratmeter. Dette gjorde det til Skandinaviens største campingmesse- og udstilling.